# Schoettler I
Die Schoettler I (auch als Schoettler BI bezeichnet) war ein einmotoriger zweisitziger Doppeldecker. Das Flugzeug gilt als eines der ersten, das in China entwickelt und in Serie hergestellt wurde.

## Bezeichnung
Das Flugzeug wurde in Analogie zu seinem Konstrukteur Leopold Schoettler als Schoettler I bezeichnet. In einigen Veröffentlichungen werden als Bezeichnung auch Schoettler BI oder Fuetterer-Schoettler I genannt. Letztere Bezeichnung verweist auf Schoettlers Konstruktionshelfer Ernst O. Fuetterer.

## Konstruktion

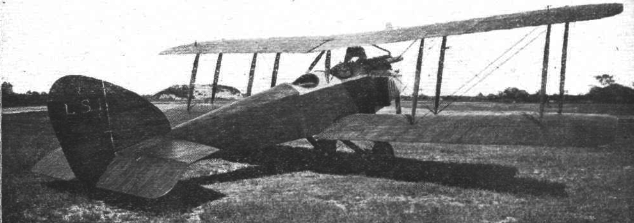
Schoettler I bzw. Schoettler BI

Die Schoettler I wurde von Leopold Schoettler ab 1922 bei der Firma Buchheister & Co. auf dem Gelände des späteren Flughafens von Shanghai in Longhua (auch Lunghua) konzipiert und gebaut.
Das Flugzeug war ein konventionell-europäischer einmotoriger Doppeldeckerentwurf, der zwei Besatzungsmitglieder aufnehmen konnte. Das Design ähnelte dem der Aviatik B.II sowie der Albatros B.II.
Die Tragflächen waren gleich lang und wiesen eine 2° V-Stellung und einen Versatz zueinander von 597 mm auf. Der Abstand zwischen oberem und unterem Flügel betrug 1.676 mm mit parallelen Holmen und Kreuzverstrebungen. Beide Tragflächen waren mit Querrudern ausgestattet. Das Leitwerk war ebenfalls konventionell.
Hinter dem Cockpit war der Rumpf eine rechteckige stoffbespannte Holzkonstruktion. Im Bereich des Cockpits für den Piloten und den Beobachter, der unter der Flügelhinterkante saß, hatte der Rumpf eine Holzverschalung und im Bereich des Motors eine Verkleidung mit rechteckigem Querschnitt aus Metall.
Als Motor kam ein wassergekühlter 160-PS-Motor Mercedes D III zum Einsatz, bei dem die oberen Zylinder konstruktionsbedingt frei lagen, sowie ein Zweiblattpropeller. Auf beiden Seiten des Motors lagen die mit Regulierungsklappen versehenen Kühler. Das Fahrwerk war ein konventionelles festes Fahrwerk mit v-förmigen Streben.

## Prototyp und Produktion
Laut Flight Magazine startete die Produktion 1922. Schoettler importierte dazu einige Hauptkomponenten wie den Motor, die Instrumente, die Räder und den Stoff für die Bespannung aus Europa. Es ist zu vermuten, dass für die Fertigung auch die Teile zuvor aus Deutschland nach China importierter Flugzeuge, angeblich sechzehn Albatros, LVG und Pfalz Zweisitzer, genutzt wurden, da diese Flugzeuge nach dem Import nicht mehr auffindbar waren. Alle anderen Teile wurden von lokalen Kräften vor Ort in China hergestellt, was bemerkenswert ist, da die Arbeitskräfte über keinerlei Erfahrung in der Fertigung von Luftfahrt-Komponenten verfügten und auch keinerlei Maschinen zur Fertigung zur Verfügung standen.
Das genaue Erstflugdatum ist nicht bekannt. Das Flight Magazine erwähnt aber zumindest einen Testflug, durchgeführt von dem ehemaligen Major der RAF Web E. Holland, am 19. Juli 1923, bei dem das Flugzeug offenbar zufriedenstellende Flugeigenschaften und eine gute Rundumsicht für den Beobachter zeigte.

### Produktionsgeschichte
In dem nach dem Zusammenbruch der Beiyang-Regierung und dem Ende des Ersten Weltkrieges ausgebrochenen Bürgerkrieg kämpften verschiedene lokale Warlords um die Vorherrschaft in China. Der sich daraus ergebene enorme Bedarf an Waffen und militärischer Ausrüstung veranlasste Schoettler offenbar, seinen Entwurf dieses als Aufklärer und leichten Bomber einsetzbaren Flugzeugs zu realisieren. Eine kleine Serie der Schoettler I wurde in der folgenden Zeit in Longhua für einen lokalen Machthaber produziert. Über die genaue Stückzahl sowie Einsätze und Einsatzerfahrungen gibt es keine Berichte. Weiterhin wurde die Schoettler I anscheinend gleichzeitig auch in kleiner Stückzahl für den mandschurischen Warlord Zhang Zuolin zur militärischen Verwendung in Mukden produziert.

### Technische Daten
| Kenngröße             | Daten der Schoettler I                                                |
| --------------------- | --------------------------------------------------------------------- |
| Besatzung             | 2                                                                     |
| Länge                 | 8,35 m                                                                |
| Spannweite            | 12,04 m                                                               |
| Flügelfläche          | 16,2 m²                                                               |
| Höhe                  | 3,15 m                                                                |
| Höchstgeschwindigkeit | 176 km/h                                                              |
| Reisegeschwindigkeit  | 140 km/h                                                              |
| Startmasse            | 1160 kg                                                               |
| Triebwerk             | Mercedes D III-Motor (wassergekühlt) mit maximal 160 PS Startleistung |
| Bewaffnung            | unbekannt                                                             |

### Eines der ersten in China produzierten Flugzeuge
In dem Artikel des Flight Magazines wird die Schoettler I als eines der ersten in China produzierten Flugzeuge bezeichnet. Spätere Veröffentlichungen nennen dazu die Xianyi Rosamonde (auch Dashatou Rosamonde) mit einem Erstflugdatum am 12. Juli 1923, also vermutlich nur kurz vor der Schoettler I. Des Weiteren gab es anscheinend auch noch ein weiteres Flugzeug, das in diesem Zeitraum gefertigt wurde. Neben der zeitlichen Übereinstimmung weist die Xianyi Rosamonde auch baulich große Ähnlichkeit zur  Schoettler I auf, sodass davon ausgegangen werden kann, dass beide Typen einander beeinflusst haben.

## Weiterentwicklungen
1924 zog Schoettler nach Shanxi und entwarf dort für den Militärgouverneur der Provinz Yan Xishan (Yen Hsi-shan) ein Schulungsflugzeug. Das als Schoettler III (oder Schoettler BIII bzw. B3) bezeichnete Flugzeug ähnelte der Schoettler I sehr, war aber 50 cm länger und wurde von einem Beardmore-Motor mit 160 PS angetrieben. Der Erstflug fand am 21. September 1925 statt.
Ab Sommer 1926 wurde dann noch die Schoettler B4 (auch als Schoettler S4 bezeichnet) gebaut, anscheinend ohne Änderungen zur Schoettler III.